# Hexatoma (Eriocera) schineri
Hexatoma (Eriocera) schineri is een tweevleugelige uit de familie steltmuggen (Limoniidae). De soort komt voor in het Neotropisch gebied.